# Фінал Кубка володарів кубків 1976
Фінал Кубка володарів кубків 1976 — футбольний матч для визначення володаря Кубка володарів кубків УЄФА сезону 1975/76, 16-й фінал змагання між володарями національних кубків країн Європи. 
Матч відбувся 5 травня 1976 року у Брюсселі за участю володаря Кубка Бельгії 1974/75 «Андерлехта» та володаря Кубка Англії 1974/75 «Вест Гем Юнайтед». Гра завершилася перемогою бельгійців з рахунком 4-2, які здобули свій перший титул володарів Кубка володарів кубків.

## Шлях до фіналу
| Андерлехт         | Андерлехт | Андерлехт       | Андерлехт       | 1975/76      | Вест Гем Юнайтед              | Вест Гем Юнайтед | Вест Гем Юнайтед | Вест Гем Юнайтед |
| ----------------- | --------- | --------------- | --------------- | ------------ | ----------------------------- | ---------------- | ---------------- | ---------------- |
| Суперник          | Результат | Перший матч     | Повторний матч  | Раунд        | Суперник                      | Результат        | Перший матч      | Повторний матч   |
| Рапід (Бухарест)  | 2–1       | 0–1 (на виїзді) | 2–0 (вдома)     | Перший раунд | Рейпас Лахті                  | 5–2              | 2–2 (на виїзді)  | 3–0 (вдома)      |
| Борац (Баня-Лука) | 3–2       | 3–1 (вдома)     | 0–1 (на виїзді) | Другий раунд | Арарат (Єреван)               | 1–4              | 1–1 (на виїзді)  | 3–1 (вдома)      |
| Рексем            | 2–1       | 1–0 (вдома)     | 1–1 (на виїзді) | 1/4 фіналу   | АДО Ден Гаг                   | 5–5 (ч)          | 2–4 (на виїзді)  | 3–1 (вдома)      |
| Цвікау            | 5–0       | 3–0 (на виїзді) | 2–0 (вдома)     | 1/2 фіналу   | Айнтрахт (Франкфурт-на-Майні) | 4–3              | 1–2 (на виїзді)  | 3–1 (вдома)      |

## Деталі
| 5 травня 1976 |

| Андерлехт                                   | 4:2      | Вест Гем Юнайтед       |
| ------------------------------------------- | -------- | ---------------------- |
| Ренсенбрінк 42', 73' ван дер Ельст 48', 88' | Протокол | Голланд 28' Робсон 68' |

| Ейзель, Брюссель Глядачів: 51 296 Арбітр: Роберт Вурц |

| Андерлехт | Вест Гем Юнайтед |

| В                |  | Ян Рейтер             |  |     |
| З                |  | Мішель Ломме          |  |     |
| З                |  | Жілберт Ван Бінст (к) |  |     |
| З                |  | Уго Броос             |  |     |
| З                |  | Жан Тіссен            |  |     |
| ПЗ               |  | Жан Докс              |  |     |
| ПЗ               |  | Лудо Кук              |  | 32' |
| ПЗ               |  | Франсуа ван дер Ельст |  |     |
| ПЗ               |  | Петер Рессел          |  |     |
| Н                |  | Роб Ренсенбрінк       |  |     |
| Н                |  | Арі Ган               |  |     |
| Запасні:         |  |                       |  |     |
| ПЗ               |  | Франк Веркаутерен     |  | 32' |
| Головний тренер: |  |                       |  |     |
| Ганс Крон        |  |                       |  |     |

| В                |  | Мервін Дей      |  |     |
| З                |  | Кейт Коулмен    |  |     |
| З                |  | Френк Лемпард   |  | 47' |
| З                |  | Біллі Бондс (к) |  |     |
| З                |  | Томмі Тейлор    |  |     |
| ПЗ               |  | Джон Макдавелл  |  |     |
| ПЗ               |  | Пет Голланд     |  |     |
| ПЗ               |  | Грем Паддон     |  |     |
| ПЗ               |  | Тревор Брукінг  |  |     |
| Н                |  | Біллі Дженнінгс |  |     |
| Н                |  | Кейт Робсон     |  |     |
| Запасні:         |  |                 |  |     |
| Н                |  | Алан Тейлор     |  | 47' |
| Головний тренер: |  |                 |  |     |
| Джон Лаєлл       |  |                 |  |     |